# Liste der Biografien/Drl
Liste der Biografien |
Portal Biografien |
Personensuche
# |
A |
B |
C |
D |
E |
F |
G |
H |
I |
J |
K |
L |
M |
N |
O |
P |
Q |
R |
S |
T |
U |
V |
W |
X |
Y |
Z |
?
 
Da |
Db |
Dc |
Dd |
De |
Dg |
Dh |
Di |
Dj |
Dk |
Dl |
Dm |
Dn |
Do |
Dq |
Dr |
Ds |
Du |
Dv |
Dw |
Dy |
Dz
 
Dra |
Drb |
Drc |
Drd |
Dre |
Drg |
Dri |
Drj |
Drk |
Drl |
Drm |
Drn |
Dro |
Drp |
Drs |
Drt |
Dru |
Drv |
Dry |
Drz
Die Liste der Biografien führt alle Personen auf, die in der deutschsprachigen Wikipedia einen Artikel haben. Dieses ist eine Teilliste mit 5 Einträgen von Personen, deren Namen mit den Buchstaben „Drl“ beginnt.

## Drl

### Drlj
- Drljača, Bora (1941–2020), serbischer Folk-SängerBora Drljača (1941–2020)

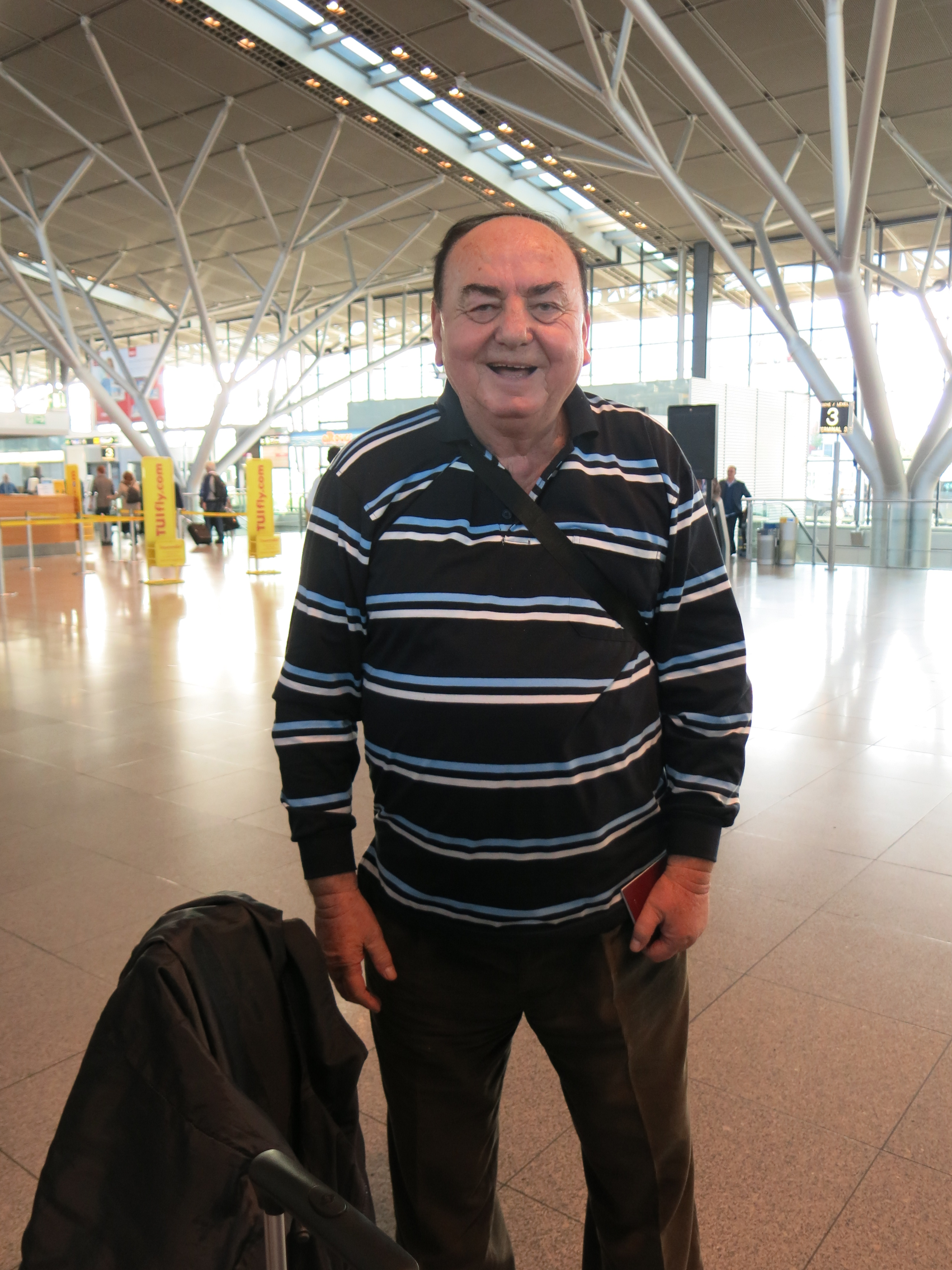
Bora Drljača (1941–2020)

- Drljača, Stefan (* 1999), deutsch-serbischer Fußballtorhüter
- Drljačić, Veronika (* 2001), kroatische Sprinterin
- Drljepan, Filip (* 2003), österreichischer Fußballspieler
- Drljević, Sekula (1884–1945), montenegrinischer Politiker und Sympathisant des kroatischen Faschismus und des Nationalsozialismus